# أشهب (خيل)

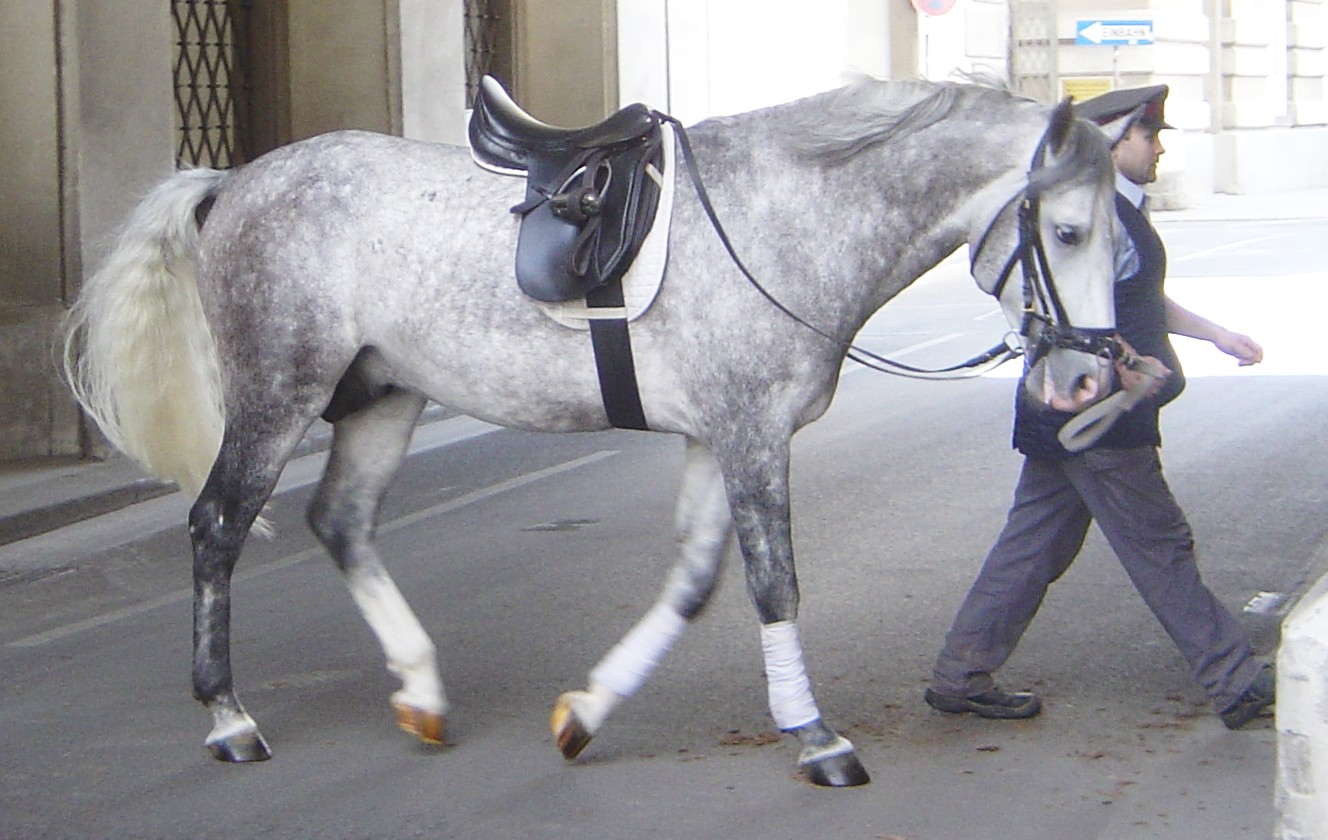
فرس ليبيزان أشهب يافع

لدى الفرس الأَشْهَب لون كسوة [الإنجليزية] يتميز بزوال الصبغة التدريجي للشعر الملوَّن للكسوة. تمتلك معظم الخيول الشهباء بشرة سوداء وعيون داكنة؛ وعلى عكس بعض جينة تخفيف [الإنجليزية] لون الخيل وبعض الجينات الأخرى التي تؤدي إلى زوال الصبغة، لا يؤثر اللون الأشهب على لون الجلد أو العين. يمكن أن تولد الخيول الشهباء بأي لون أساسي، اعتمادًا على جينات الألوان الأخرى الموجودة. يبدأ الشعر الأبيض في الظهور عند الولادة أو بعدها بفترة قصيرة ويصبح أكثر انتشارًا تدريجيًا مع تقدم الفرس في العمر حيث يختلط الشعر الأبيض بشعر من ألوان أخرى. يمكن أن تظهر الشُّهْبَة بمعدلات مختلفة - بسرعة كبيرة على فرس واحد وببطء شديد على فرس آخر. عندما تصل الخيول الشهباء إلى مرحلة البلوغ، تتحول في نهاية المطاف إلى اللون الأبيض بالكامل، على الرغم من أن بعضها يحتفظ بمزيج من الشعر الفاتح والداكن.
تختلف مراحل الشُّهْبَة اختلافًا كبيرًا. بعض الخيول يظهر عليها نمط مُدَنَّر (dappled) لفترة من الزمن، في حين أن البعض الآخر يشبه الخيول الغبراء مع اختلاط أكثر تناسقًا بين الشعر الفاتح والداكن. مع تقدمهم في السن، قد تظهر على بعض الخيول الشهباء، وخاصة تلك المتغايرة الزيغوت لجين الأشهب، بقع مصطبغة بالإضافة إلى الكسوة البيضاء، وهو النمط الذي يطلق عليه بالعامية "أشهب أرقط" (fleabitten gray).